# Erica Gimpel
Erica Gimpel é uma atriz estadunidense, mais conhecida por seus trabalhos em séries de televisão, como Fame, Profiler, ER e Veronica Mars.
Sua mãe é a cantora Shirley Bash, que já fez turnês pelos Estados Unidos e pela Europa, tendo até mesmo gravado uma canção com Erica. Seu pai é o autor de contos Joseph Gimpel.

## Filmografia

### Televisão
- 2008 Eleventh Hour como Lizzie Summers
- 2007 Close to Home como Dr. Udell
- 2007 Boston Legal como Samantha Fried
- 2006 Criminal Minds como Sarah
- 2006 Veronica Mars como Alicia Fennel
- 2006 House MD como Elizabeth Stone
- 2005 Everwood como Dr. Gans
- 2004 JAG como Varese Chestnut
- 2004 The Division como Aimee Breckridge
- 2003 ER como Adele Newman
- 2002 MDs como Allison Greely
- 2002 Touched by an Angel como Sydney Jessup
- 2001 Roswell como Suzanne Duff
- 1999 Profiler como Angel Brown
- 1996 Babylon 5 como Cailyn
- 1995 New York Undercover como Melinda
- 1988 The Cosby Show como Jennifer
- 1987 Fame como Coco Hernandez
- 1986 North and South como Semiramis
- 1985 Spenser: For Hire como Shelley

### Cinema
- 2010 Olhos Azuis, como Sandra
- 2009 Machete Joe como Erica
- 2009 Veronika Decides to Die como Enfermeira White
- 2006 The List como Gail
- 2004 Betty's Treats como Sra. Wilson
- 2004 In Your Eyes como Yolie
- 2001 No Such Thing como Judy
- 1997 Touch Me como Kareen
- 1996 Sticks & Stones como Srta. William
- 1995 The Price of Love como Oficial Hudson
- 1995 Smoke como Doreen Cole
- 1994 The Fence como Jackie
- 1991 Undertow como Nina
- 1990 King of New York como Dra. Shute